# Raionul Vasîlivka (pre-2020), Zaporijjea
Vasîlivka (în ucraineană Василівський район, transliterat: Vasîlivskîi raion) este un raion în regiunea Zaporijjea, Ucraina. Reședința sa este orașul Vasîlivka.

## Demografie
Componența lingvistică a raionului Vasîlivka
     Ucraineană (70,78%)
     Rusă (28,41%)
     Alte limbi (0,32%)
Conform recensământului din 2001, majoritatea populației raionului Vasîlivka era vorbitoare de ucraineană (70,78%), existând în minoritate și vorbitori de rusă (28,41%).